# Kościół Narodzenia Najświętszej Maryi Panny w Niewodnikach
Kościół Narodzenia Najświętszej Maryi Panny – rzymskokatolicki kościół filialny położony w miejscowości Niewodniki, województwo opolskie, powiat opolski, gmina Dąbrowa. Kościół filialny należy do parafii św. Mikołaja w Żelaznej w dekanacie Opole-Szczepanowice, diecezji opolskiej.

## Historia
Kościół w Niewodnikach, w źródłach pisanych wzmiankowany jest po raz pierwszy w „Die Rechnung...” – rejestrze świętopietrza w archidiakonacie opolskim z 1447 roku, i to już jako siedziba funkcjonującej w ramach archiprezbiteriatu niemodlińskiego samodzielnej parafii. Według historyków, parafia w miejscowości tej, powstała na przełomie XIII i XIV wieku, zatem pierwszy drewniany kościół w Niewodnikach powstał zapewne w okresie nieco wcześniejszym. Parafia w Niewodnikach zanikła prawdopodobnie w okresie reformacji, brak jest także w źródłach przekazu o końcu istnienia pierwotnego kościoła. Od tego czasu Niewodniki należały do parafii w Żelaznej.
Obecny kościół wybudowany został w 1908 roku.